# Prissian
Prissian (italienisch Prissiano) ist eine Fraktion der Gemeinde Tisens im Burggrafenamt in Südtirol (Italien).

## Lage
Die Ortschaft liegt in 610 m s.l.m. auf dem Hochplateau des Tisner Mittelgebirges über dem Etschtal zwischen Bozen und Meran.

## Geschichte und Gewerbe
1293 ist der Ort in einer lateinischen Urkunde erstmals als in villa Prisani verschriftlicht. Schon 1297 ist Prissian als dem Hauptort Tisens zugehörender Siedlungsteil („de Prisano de loco Tisens“) identifiziert. Es liegt Priscanum (‚Landgut der Priscus-Familie‘) zugrunde. 1308 ist die seit 2021 unter Denkmalschutz stehende Steinbogenbrücke mit Holzdach ersterwähnt, die den Einschnitt des Prissianer Bachs überquert. Die etwa 800 Einwohner leben vorwiegend von Landwirtschaft (Äpfel, Wein, Viehwirtschaft), Tourismus und Handwerk. Besonders bekannt sind die „Keschtn“ (Tisner Edelkastanien), die im Herbst beim Törggelen zusammen mit dem neuen Wein genossen werden.

## Bildung
In Prissian befindet sich ein Kindergarten mit einer deutschen Sprachgruppe.

## Sehenswürdigkeiten
Prissian wird auch als Burgendorf bezeichnet, da sich in unmittelbarer Nähe die Burgen bzw. Schlösser Wehrburg, Fahlburg, Kasatsch, Zwingenburg, im Holz und Katzenzungen, letztere mit der größten Weinrebe Europas, der Versoaln (mit einer Ausdehnung von 300 m²), befinden. Ferner bestehen auch die St.-Martins-Kirche, die Ruine von St. Anton Abt sowie die Ansitze Liedl, Innerbreisach und Greifenegg.

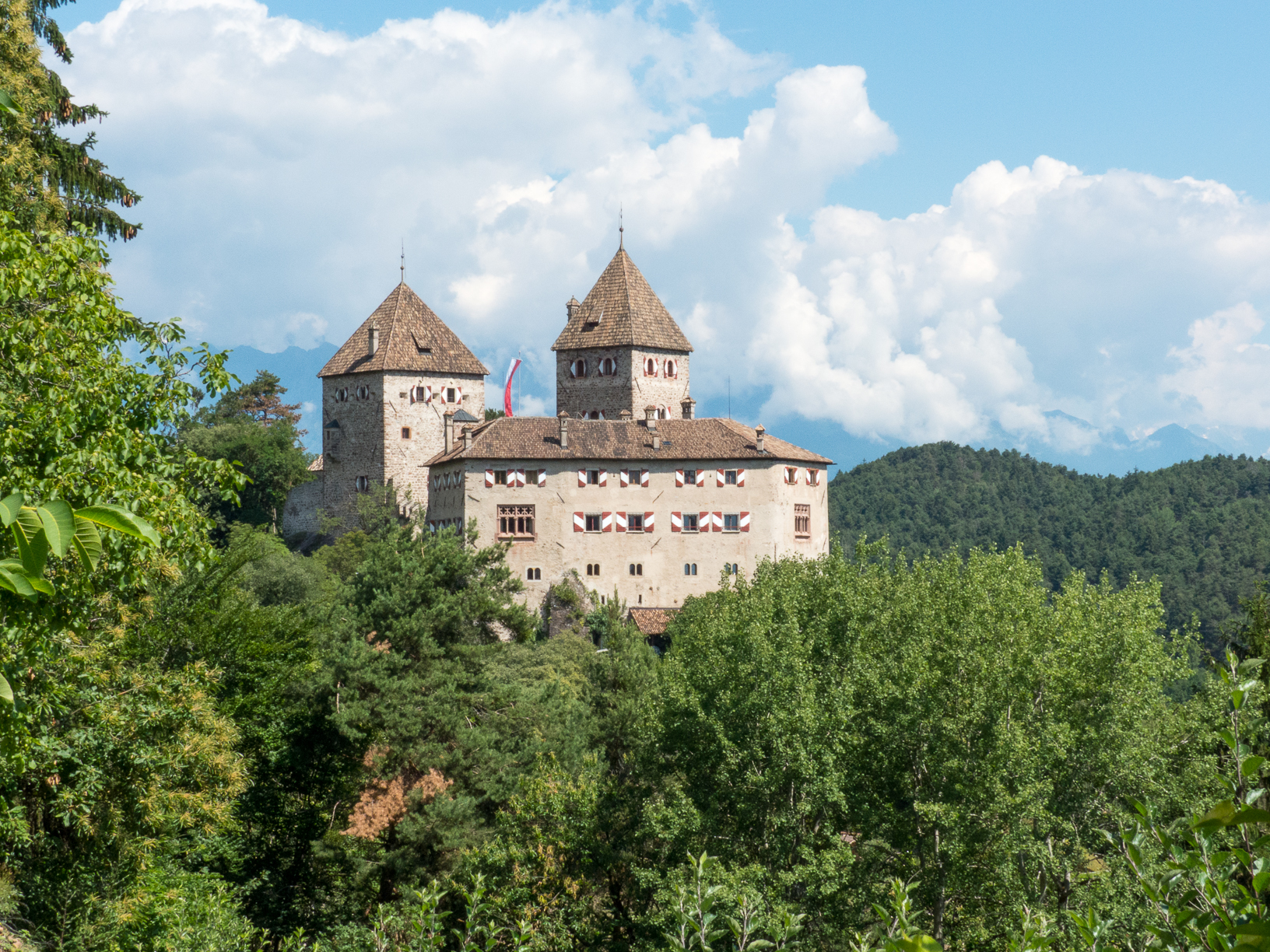
Wehrburg
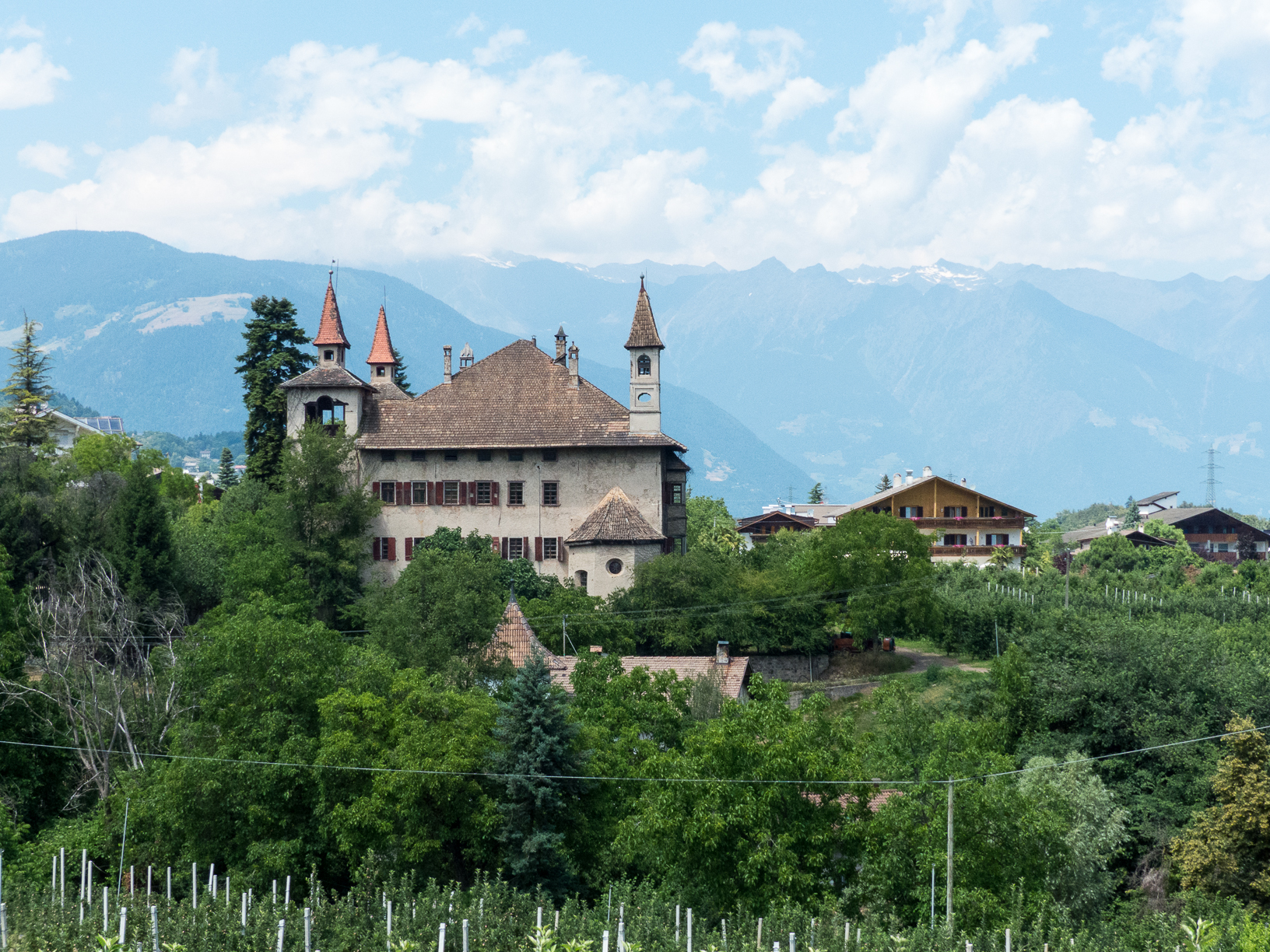
Fahlburg
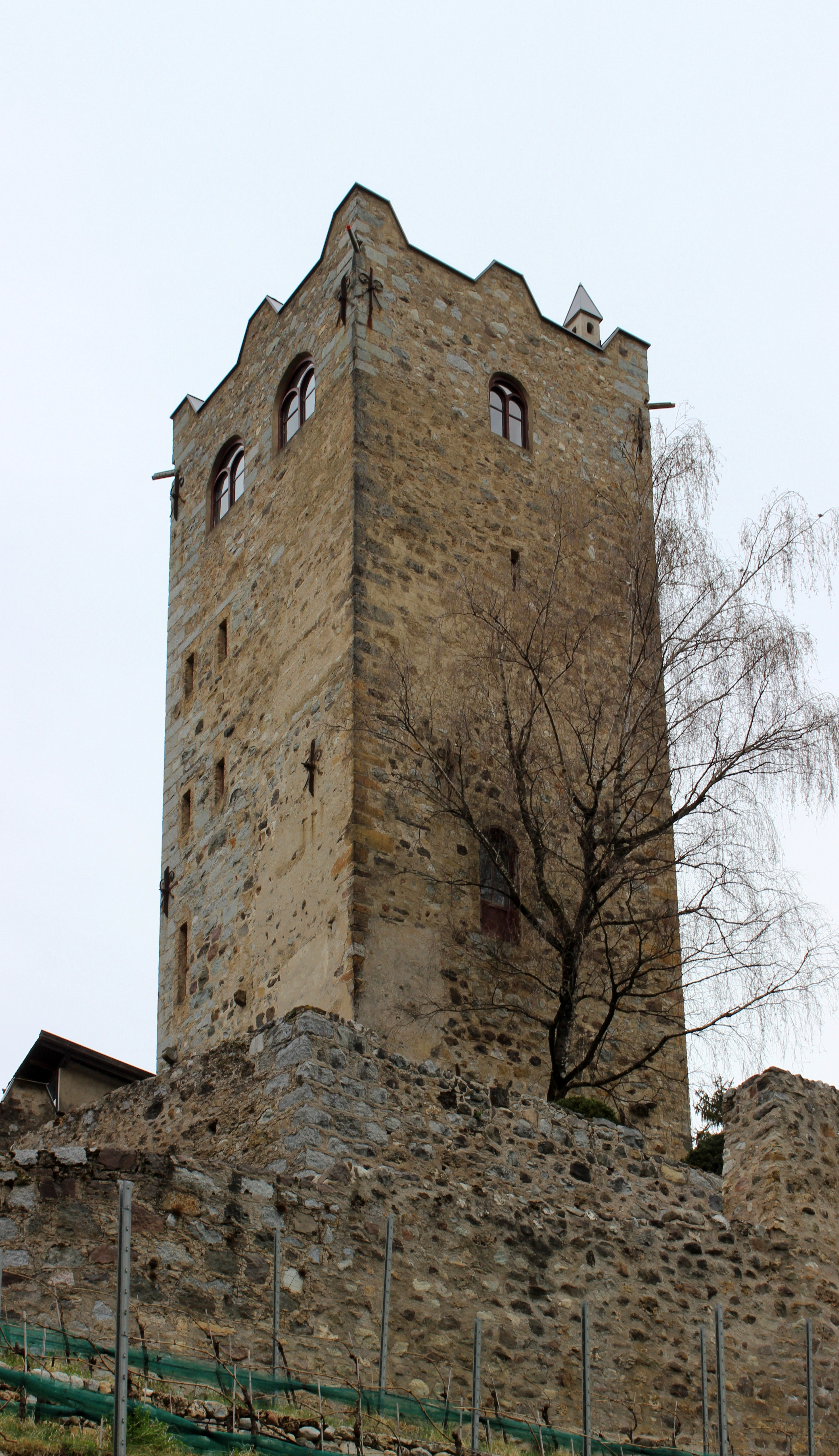
Zwingenburg
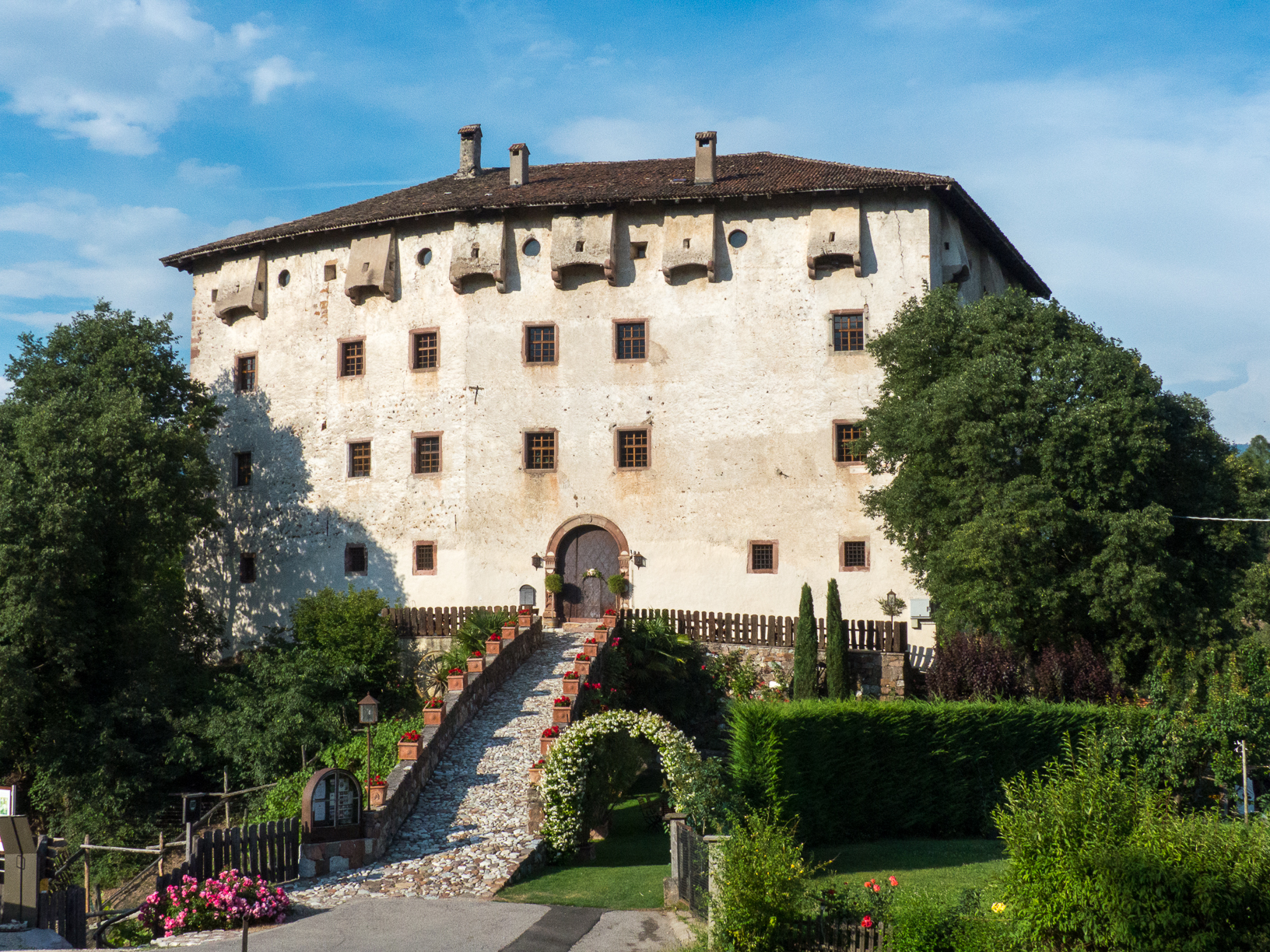
Schloss Katzenzungen
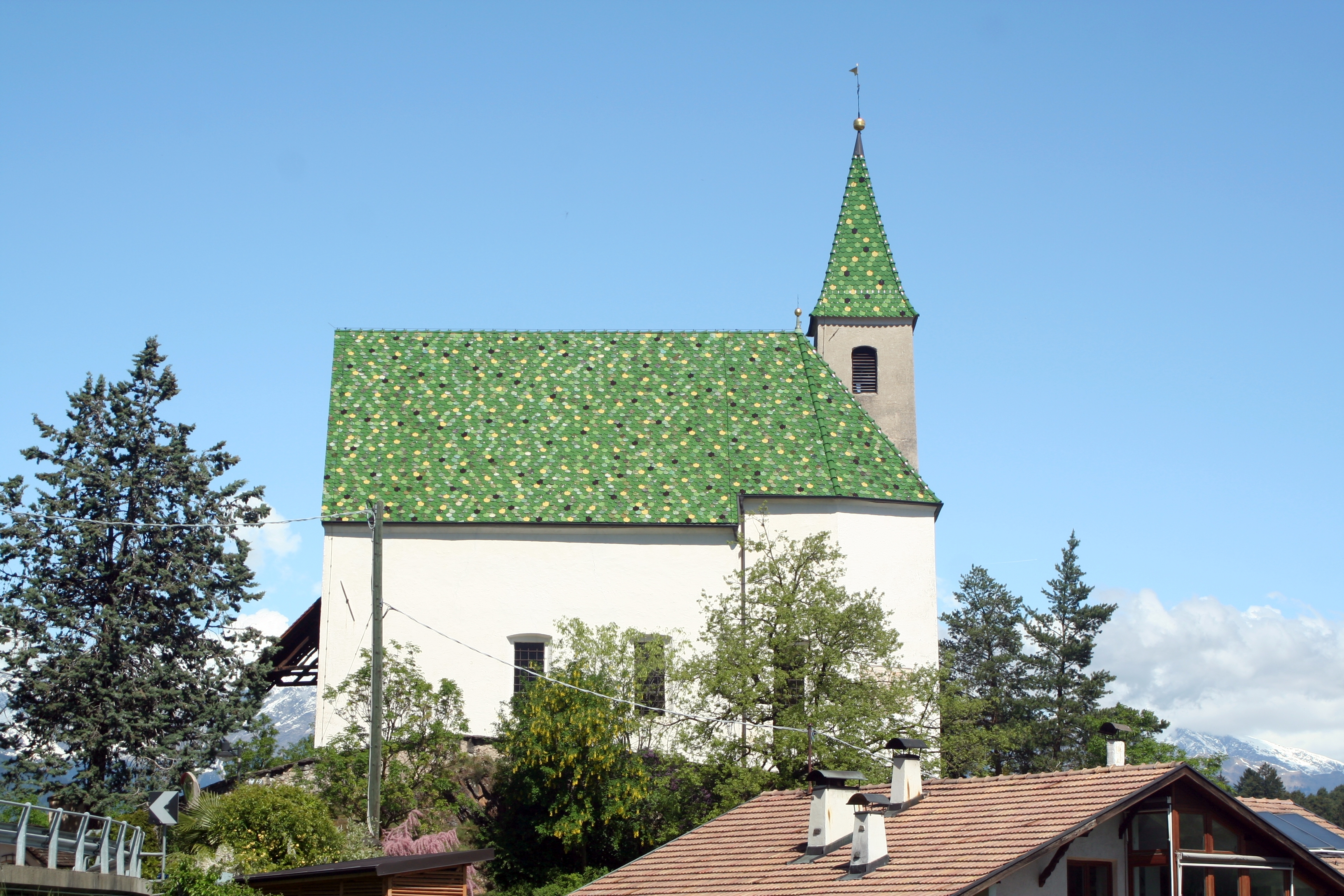
St. Martin in Prissian
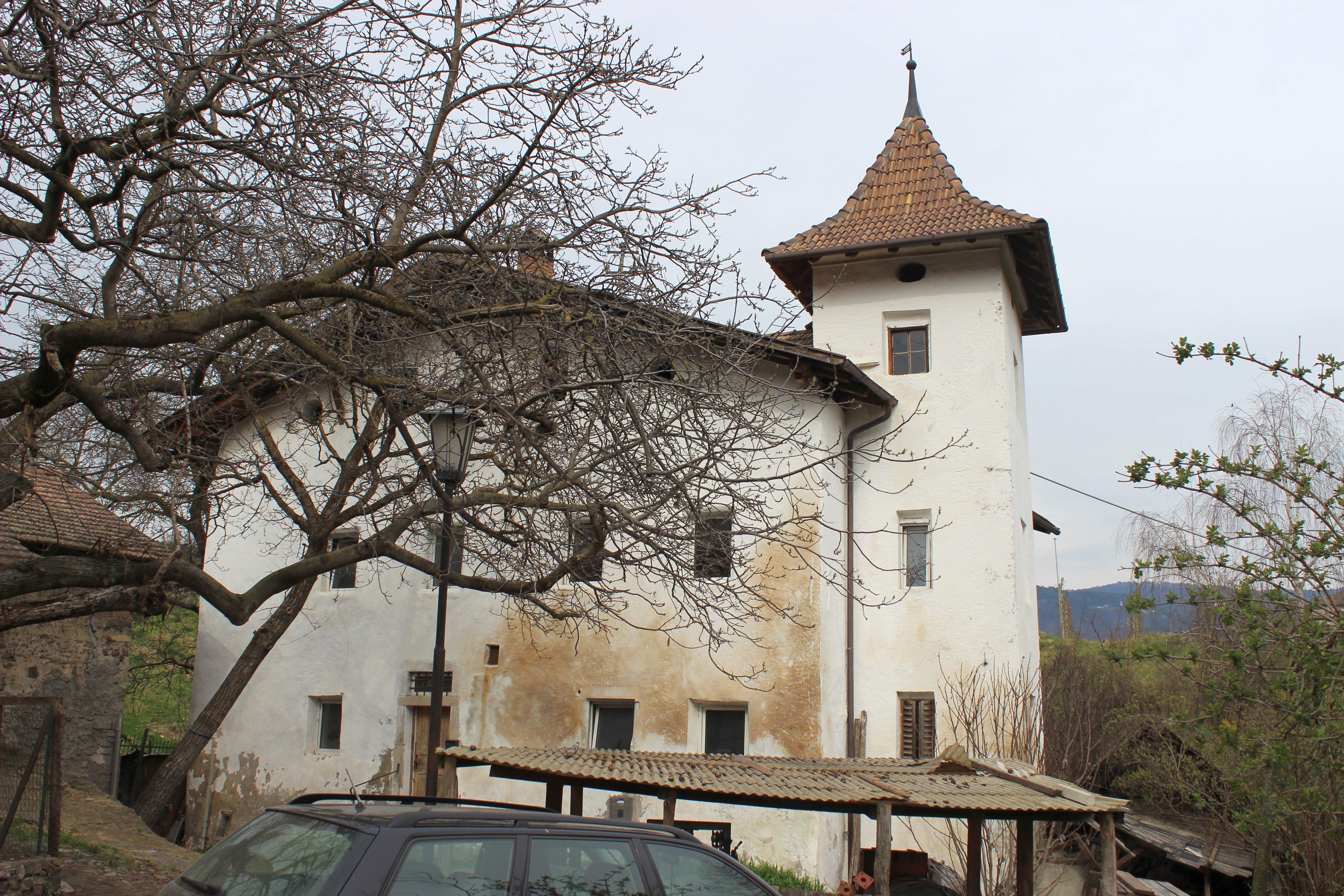
Unterbäck

## Persönlichkeiten
Der bekannteste Sohn des Dorfes ist wohl der Priester und Publizist Michael Gamper (* 7. Februar 1885 in Prissian; † 15. April 1956 in Bozen) auf Grund seines Einsatzes für die deutsche Volksgruppe in Südtirol während Faschismus und Nationalsozialismus.